# Gunjah

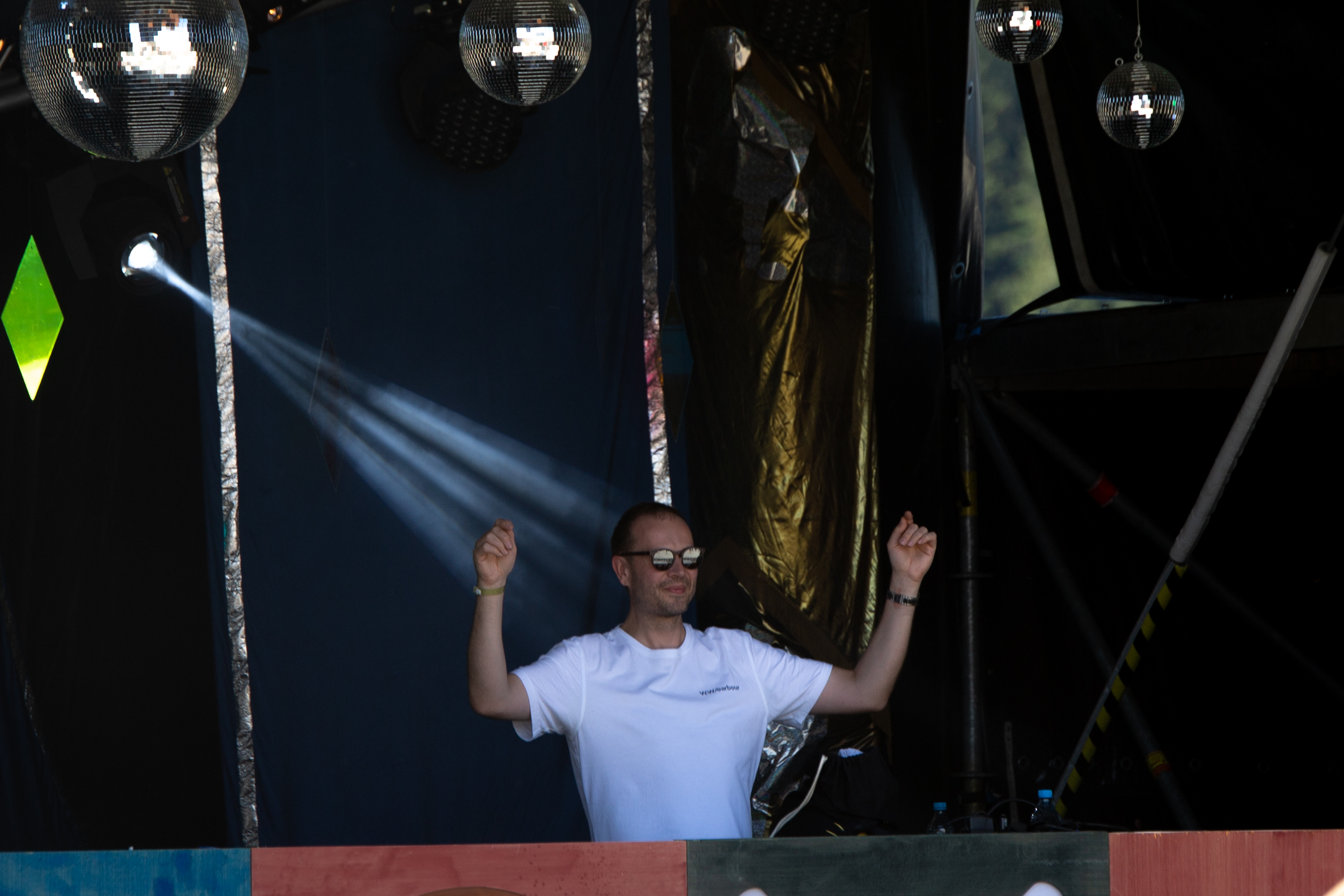
Gunjah

Gunjah (eigentl. Markus Rätz; * 1977 in Dresden) ist ein deutscher Techno/Electro-DJ, Musikproduzent und Veranstalter.

## Leben
Gunjah begann 1993 seine Tätigkeit als DJ. 2003 erschien seine erste EP. 1999 eröffnete er mit Frank Weisbach den Club Showboxx. Seit 2008 ist er Veranstalter des Electro-Open-Air-Festivals Click Clack in Dresden. Im Duo tritt er gelegentlich mit Niconé auf.
Festivalauftritte hatte er bei SonneMondSterne, Melt, Airbeat One und Nature One.

## Diskografie (Auswahl)

### Singles & EPs
- 2003: Funkwelt EP
- 2004: Black Quartett
- 2007: Going Strong EP
- 2012: Zosh!
- 2012: Wisp of Cloud
- 2013: Oh Two
- 2013: Perle
- 2013: Bakerboy EP
- 2014: Speicher 78 (mit Niconé und Split Secs)
- 2014: Harmofonie (mit Niconé)
- 2015: Rave
- 2016: Hypno Acido
- 2016: Looroo EP
- 2017: Secum Pal
- 2018: 24 Hours

### DJ-Mixe
- 2009: Techhouse Vol.1 (mit Alec Troniq)
- 2010: Neo.Pop.08 (mit Boon)
- 2016: SonneMondSterne XX (mit Lexy & K-Paul, Lexer)